# Eva Aresté Giralt
Eva Aresté Giralt (Barcelona, 1 de febrer de 1989) és una enginyera naval i arbitre de basquetbol catalana.
Practicà l'hoquei i, posteriorment, el bàsquet al Club Esportiu Hispano Francès i al planter del Futbol Club Barcelona. Començà a arbitrar el 2007 i, quatre anys més tard, dirigí partits de la Copa Catalunya, compaginant-ho amb la seva carrera professional. Al llarg de la seva trajectòria esportiva, ha arbitrat a les diferents competicions estatals, la Lliga EBA, la LEB Or i la Lliga Femenina. També ha format part de l'equip arbitral de les fases finals de la Lliga catalana femenina i de la Copa de la Reina (2018, 2019 i 2024), així com ha desenvolupat tasques de control del sistema de videoarbitratge de l'Eurobàsquet femení de 2023. El novembre de 2018, juntament amb Sara Peláez Santana, fou objecte d'uns comentaris masclistes del president del Iberojet Palma, Guillem Boscana, després que el seu equip perdés el partit corresponent de la Lliga LEB Or. Aquestes declaracions foren condemnades pel president de la Federació Espanyola de Basquetbol, Jorge Garbajosa. Membre del Comitè d'Àrbitres de la Federació Catalana de Bàsquetbol, és vocal de la Comissió del Bàsquet Femení.